# 부흥동 (목포시)
부흥동(復興洞)은 전라남도 목포시의 행정동이다. 행정동 분합에 의하여 1997년 1월 1일에 삼향동에서 분리되어 하구둑옆에 부흥산이 있어서 부흥동으로 개칭하였다.

## 연혁
- 1997년 1월 1일 행정구역개편 삼향동에서 분동
- 2007년 7월 1일 옥암지구 일부 편입

## 아파트
| 단지명            | 건설사         | 시행사         | 주소                      | 입주       | 비고 |
| ----------------- | -------------- | -------------- | ------------------------- | ---------- | ---- |
| 우미파크빌 3차    | 우미산업개발㈜ | 우미건설       | 평화로153번길 9 (옥암동)  | 2001년 2월 |      |
| 우미오션빌 6차    | 우미종합건설㈜ | 우미건설       | 평화로107번길 16 (옥암동) | 2002년 2월 |      |
| 하당2지구 제일1차 | 제일건설㈜     | ㈜제일종합건설 |                           | 2001년 7월 |      |